# Lafage
Lafage (okzitanisch La Faja) ist eine südfranzösische Gemeinde mit 96 Einwohnern (Stand 1. Januar 2022) im Département Aude in der Region Okzitanien.

## Lage
Lafage liegt im Süden des Lauragais in einer Höhe von etwa 300 Metern ü. d. M. etwa 45 Kilometer (Fahrtstrecke) westlich von Carcassonne bzw. etwa 22 Kilometer südwestlich von Castelnaudary. Der Kantonshauptort Belpech befindet sich knapp zwölf Kilometer nordwestlich; der sehenswerte Ort Mirepoix liegt gut zwölf Kilometer südlich.

## Geschichte
Das Vorhandensein einer in Teilen mittelalterlichen Kirche und einer Burgruine zeugt von einer langen Besiedlung des Ortes.

## Bevölkerungsentwicklung
| Jahr      | 1962 | 1968 | 1975 | 1982 | 1990 | 1999 | 2007 | 2016 |
| Einwohner | 73   | 112  | 95   | 103  | 65   | 98   | 88   | 82   |

Im 19. Jahrhundert hatte der Ort zeitweise knapp 300 Einwohner. Die Reblauskrise und die Mechanisierung der Landwirtschaft führten zu einem deutlichen Rückgang der Einwohnerzahl.

## Wirtschaft
Die Umgebung des Ortes ist immer noch geprägt von der Landwirtschaft, die sich im ausgehenden Mittelalter und der frühen Neuzeit hauptsächlich auf den Anbau von Färberwaid (pastel) konzentrierte. Der Import von Indigo führte ab dem 18. Jahrhundert zu einem allmählichen wirtschaftlichen Niedergang. Im ausgehenden 20. Jahrhundert ist der Tourismus in Form der Vermietung von Ferienwohnungen (gîtes) als Wirtschaftsfaktor hinzugekommen.

## Sehenswürdigkeiten

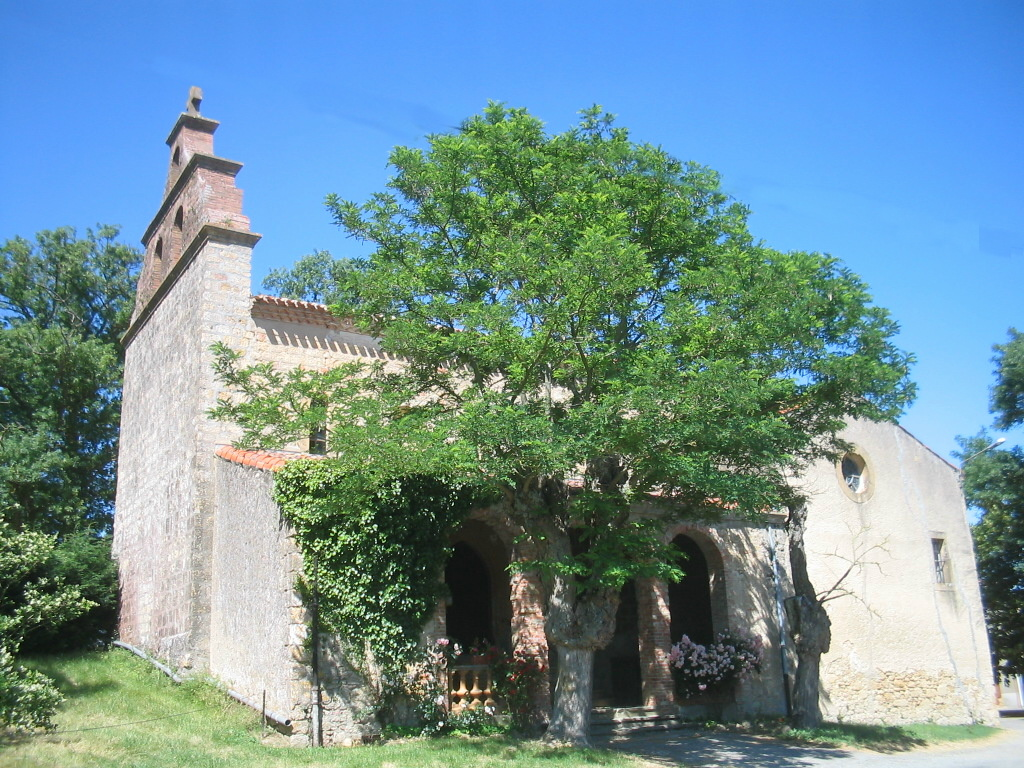
Lafage – Kirche

- Die kleine Pfarrkirche von Lafage zeigt in ihren Grundmauern stellenweise noch Bruchsteinmauerwerk. Andere Teile (Westfassade, Südseite des Langhauses) zeigen dagegen eine handwerklich perfekte Steinbearbeitung, die vor allem im rot abgesetzten dreiteiligen barocken Glockengiebel sichtbar wird. Eine Seltenheit im Süden Frankreichs ist das Vorhandensein einer Südvorhalle (portique).
- Von der ehemaligen Burg aus dem 15. oder 16. Jahrhundert ist nur noch ein Rundturm mit angrenzenden Mauerwerksresten erhalten, der seit 1948 als Monument historique[1] anerkannt ist.

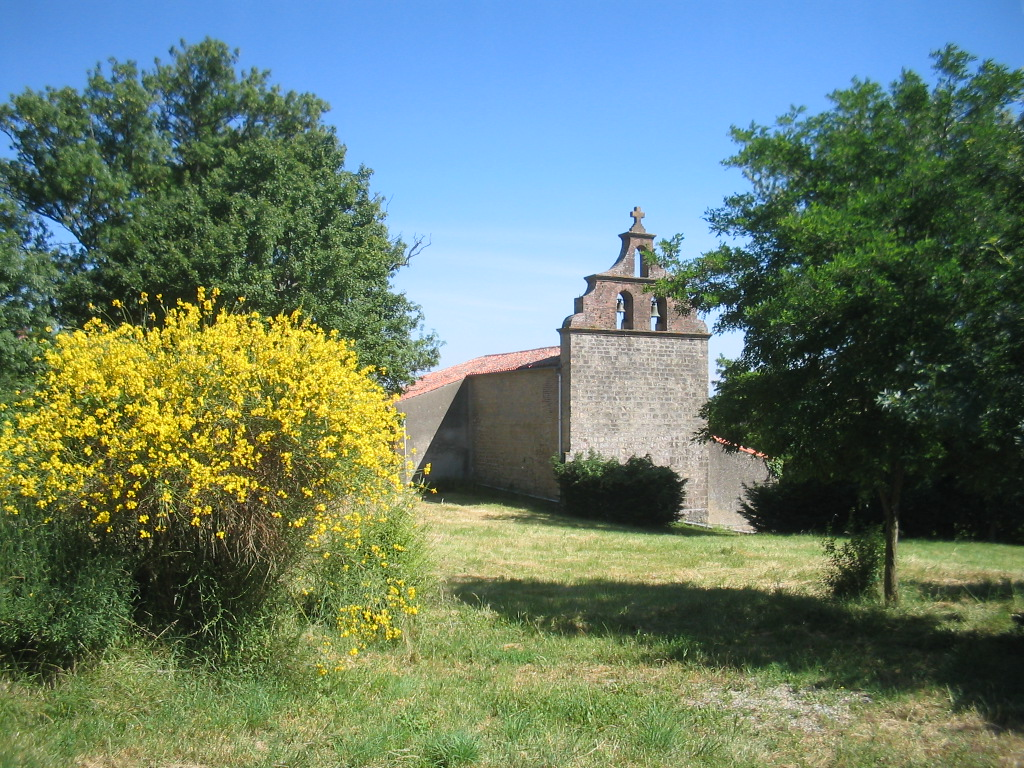
Lafage – Kirche
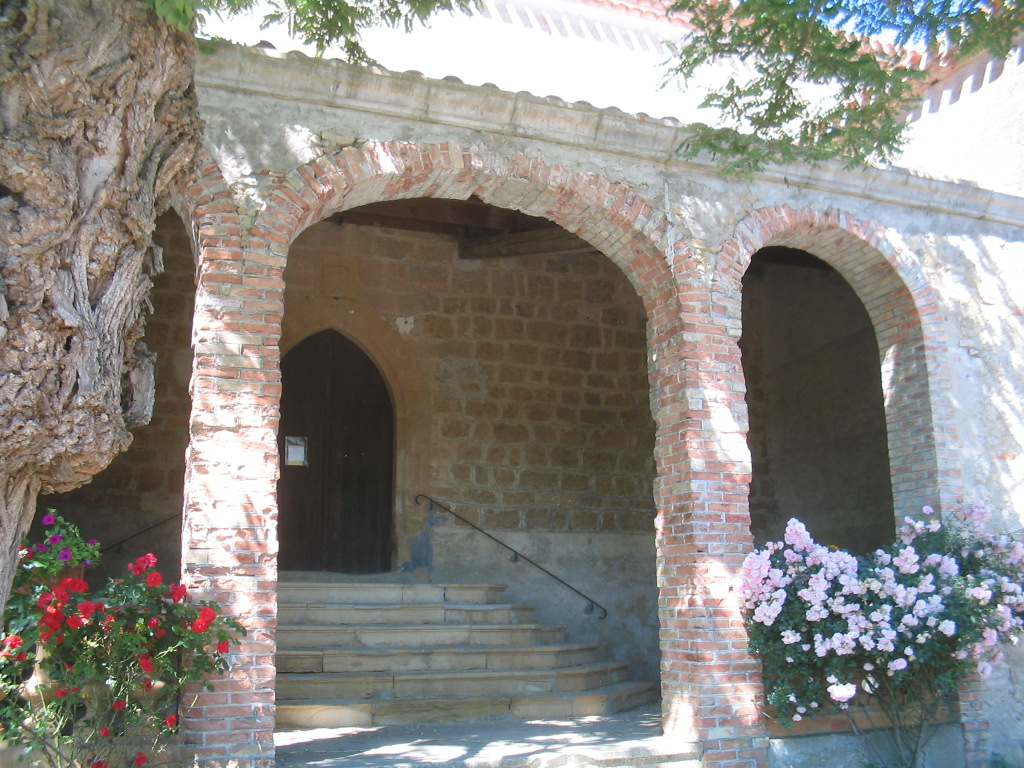
Südvorhalle (portique)
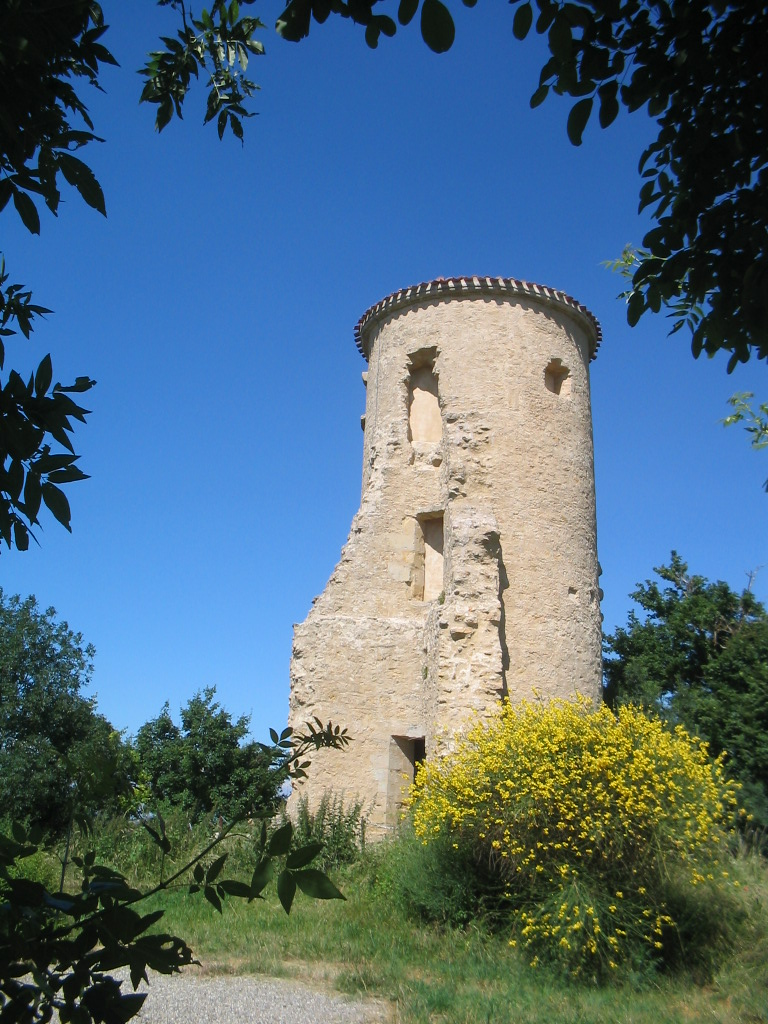
Burgturm